# Hoogspanningslijn Maasbracht-Boxmeer

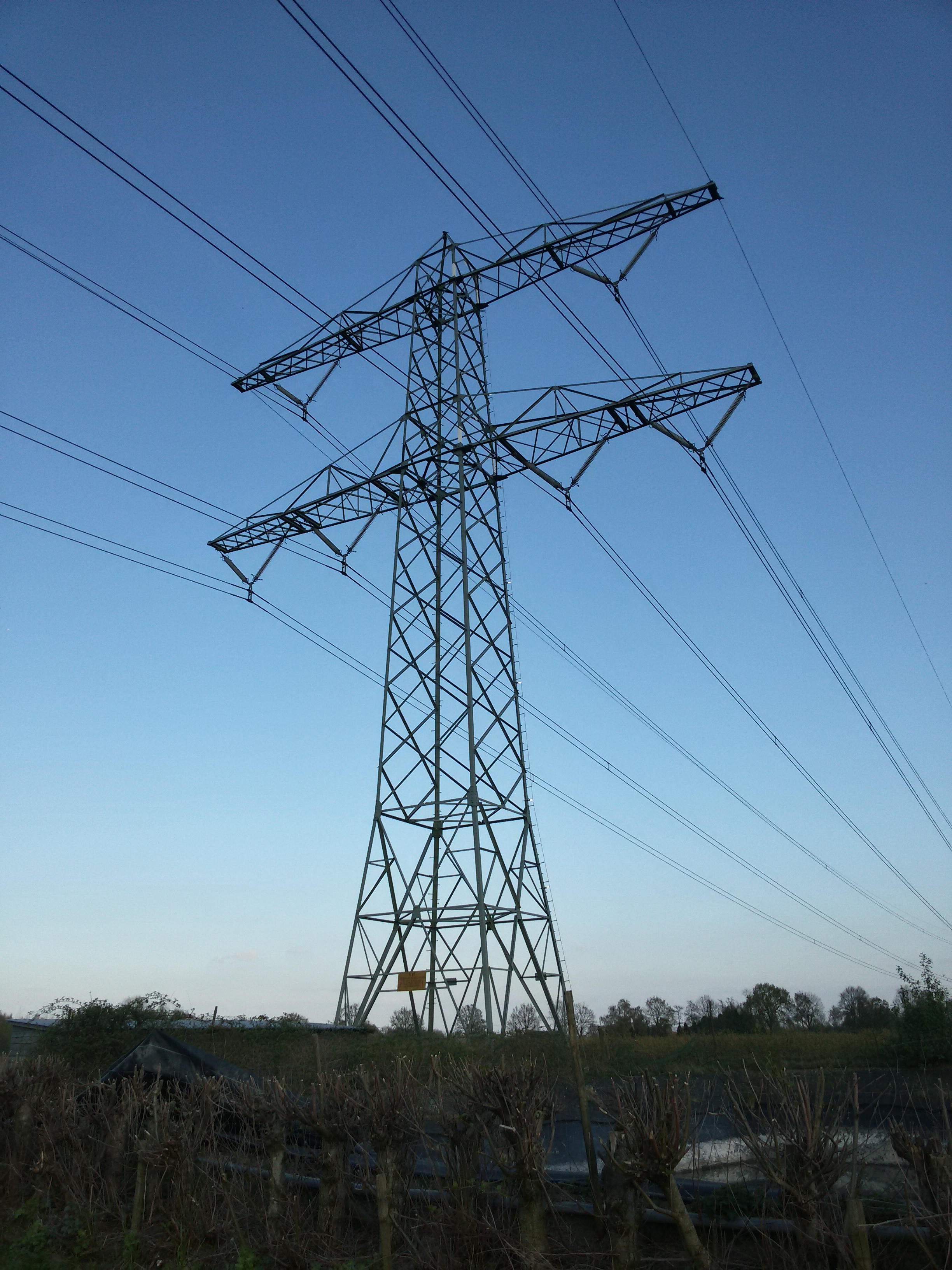
Mast ter hoogte van Melderslo

De hoogspanningslijn Maasbracht-Boxmeer, is een hoogspanningsleiding tussen Maasbracht en Boxmeer in Nederland. De lijn werkt met een spanning van 150 kV en is 57,9 kilometer lang.
De eerste plannen voor de aanleg dateerden uit de tweede helft van de jaren dertig. Volgens oude netkaarten werd de lijn pas omstreeks 1949 aangelegd. Er werden op het traject eerst ET-masten geplaatst, maar toen omstreeks 1972 een hoogspanningsstation bij Melderslo in de gemeente Horst werd geopend, werden de masten op het deel van  Boekend naar Venray door een moderner type vervangen. Dat moderner type mast werd ook gebruikt voor de hoogspanningslijn Maasbracht-Boekend, die in dezelfde periode gereed kwam.
Vanwege de aanleg van het nieuwe bedrijventerrein Trade Port Noord in Venlo werd in 2011 een nieuw hoogspanningsstation gebouwd.

## Hoogspanningsstations
- Maasbracht
- Haelen
- Blerick
- Boekend
- Californië, bij Grubbenvorst, (geopend in 2011).
- Melderslo, bij Horst, (geopend omstreeks 1972).
- Venray
- Boxmeer

## Websites
- HoogspanningsNet. informatie over hoogspanning in Nederland

Aarle Rixtel-Helmond Oost  .
Boxmeer-Dodewaard   · 
Geertruidenberg-Eindhoven · 
Geertruidenberg-Krimpen  .  
Maasbracht-Boekend  · 
Maasbracht-Boxmeer  .
Maasbracht-Dodewaard  · 
Maasbracht-Eindhoven  ·  
Oss-Uden  .
Uden-Aarle Rixtel  .